# Вовковинці
Вовкови́нці — селище в Україні, у Хмельницькому районі Хмельницької області. Адміністративний центр Вовковинецької селищної громади. Населення — 2,3 тис. мешканців.

## Географія
На південно-західній околиці села бере початок річка Безіменна.

## Історія
Засноване 1559 року.
Під час організованого радянською владою Голодомору 1932—1933 років померло щонайменше 92 жителі селища.
Статус смт із 1957 року.

## Підприємства
- Залізнична станція Комарівці на лінії Гречани — Жмеринка-Подільська.
- Пекарня
- Заготзерно

## Релігія
- церква Пресвятої Трійці (2012, УГКЦ)

## Транспортне сполучення
Поблизу села проходить магістральна електрифікована двоколійна залізниця напрямку Хмельницький — Жмеринка (далі на Вінницю, Київ та Одесу). Курсують приміські електропоїзди сполученням Жмеринка — Хмельницький (кінцева зупинка — ст. Гречани у Хмельницькому) та зворотно. До березня 2020 року на станції зупинявся єдиний пасажирський потяг далекого сполучення № 119/120 сполученням «Запоріжжя — Львів».

## Місцеві роди
Михалевські герба Корчак.

## Відомі уродженці
- Герасименко Володимир Якович (1895—1984) — український літературознавець. Доктор філологічних наук.
- Громов Євген (1973) — український піаніст, лауреат премій ім. Л. Ревуцького, «СтАРТ».
- Ісаєнко Галина Йосипівна (1941—2012) — українська письменниця, педагог, громадська діячка.

## Галерея

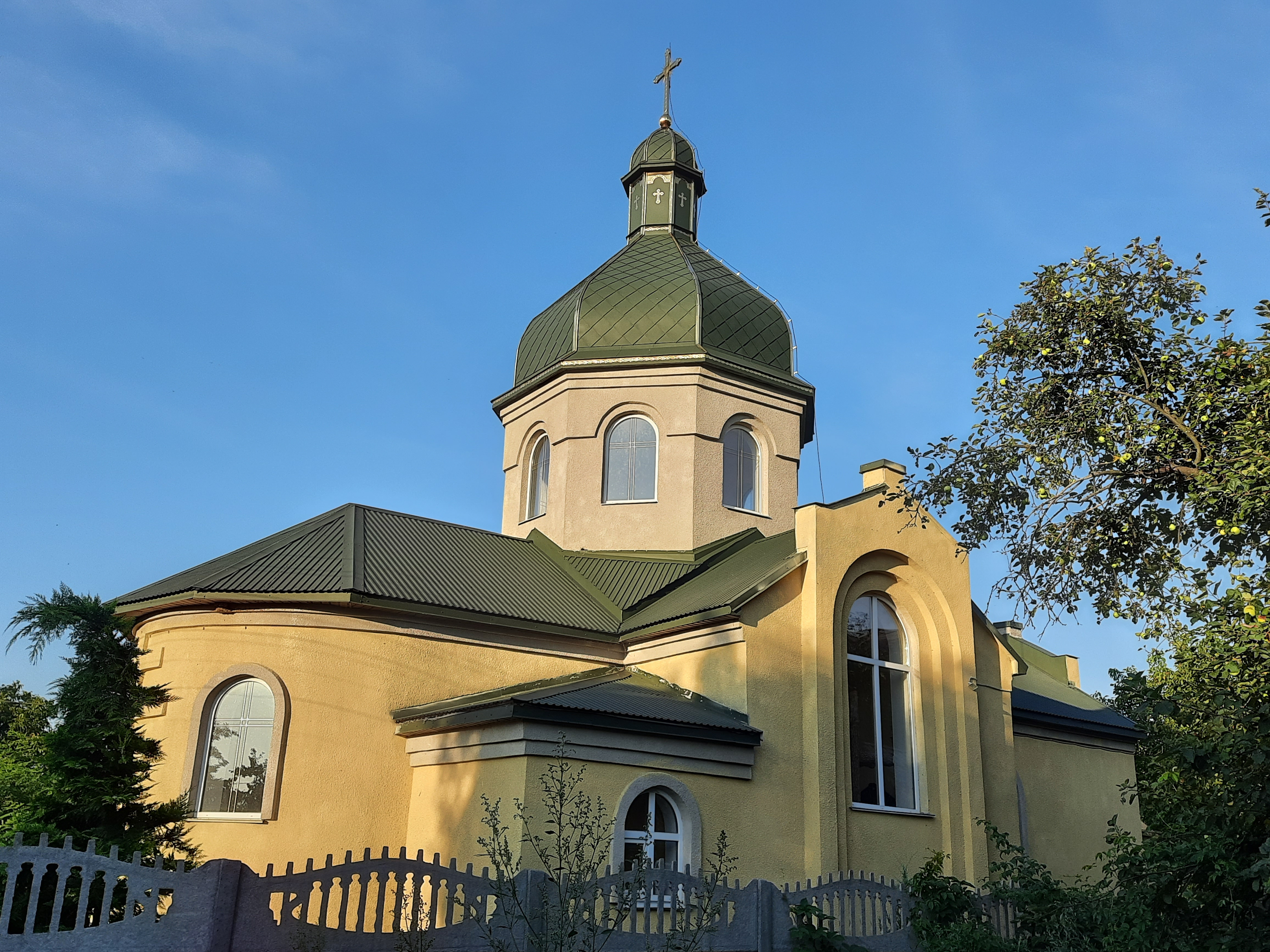
Церква Пресвятої Трійці
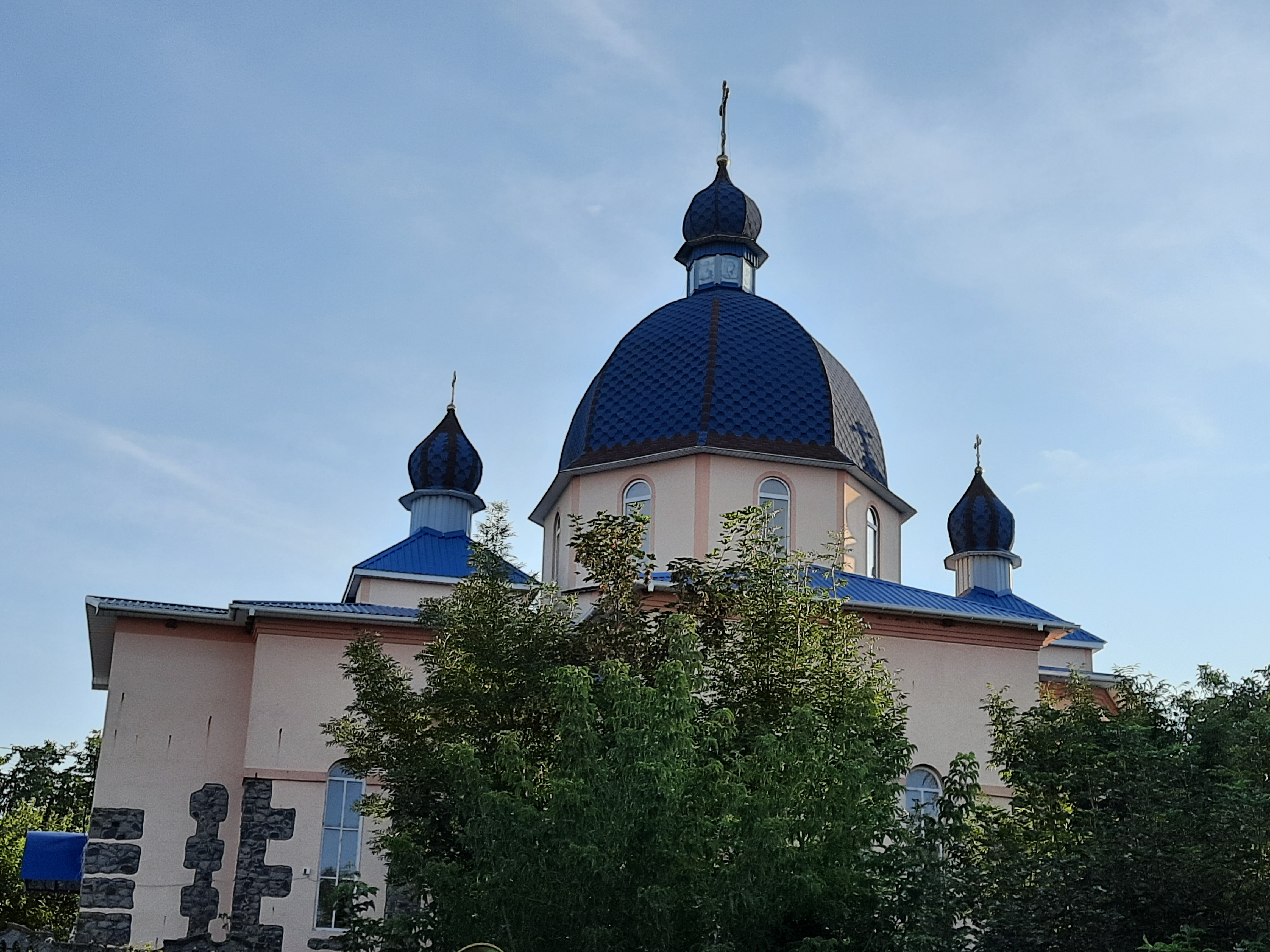
Петропавлівська церква
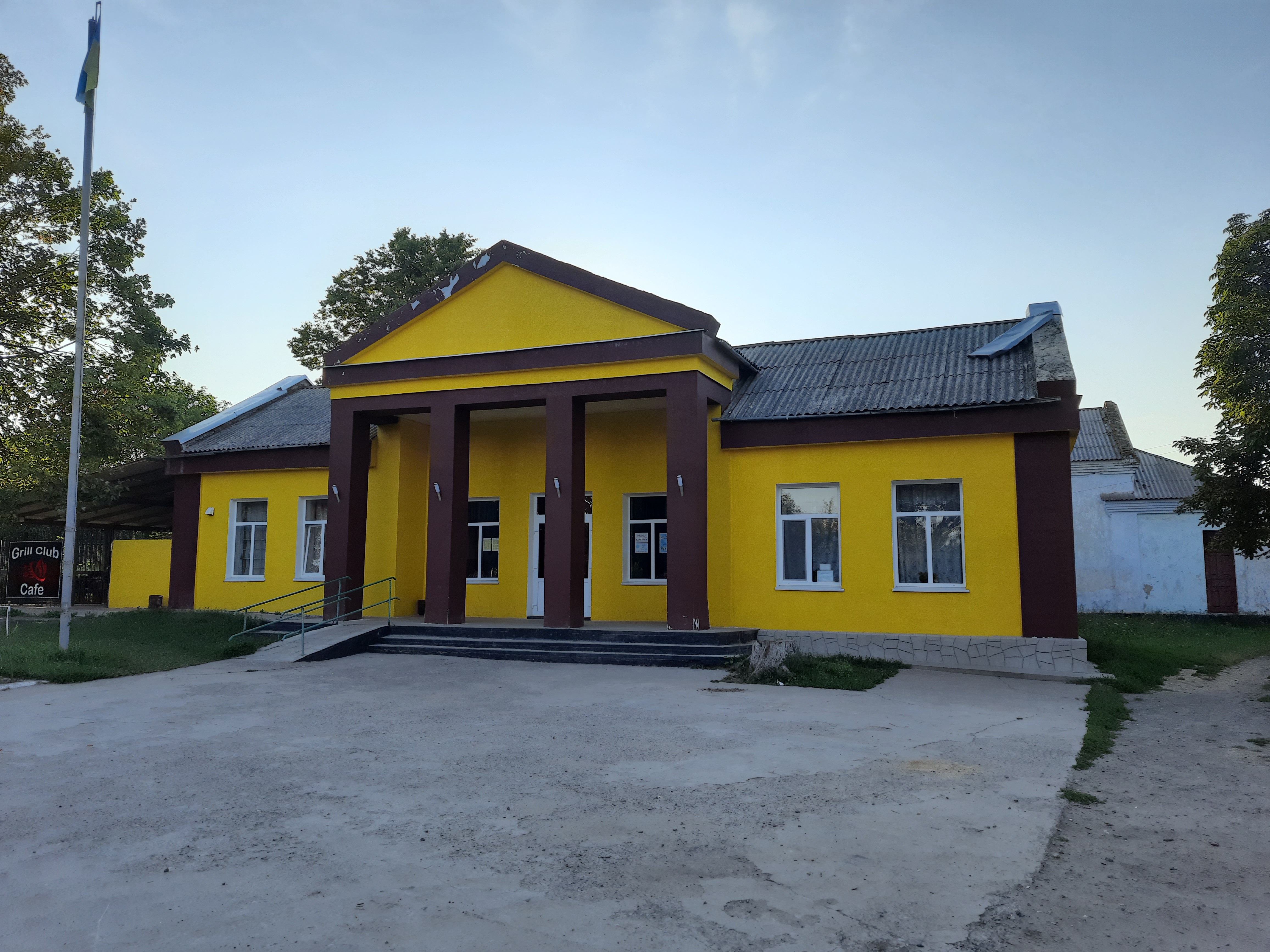
Будинок культури
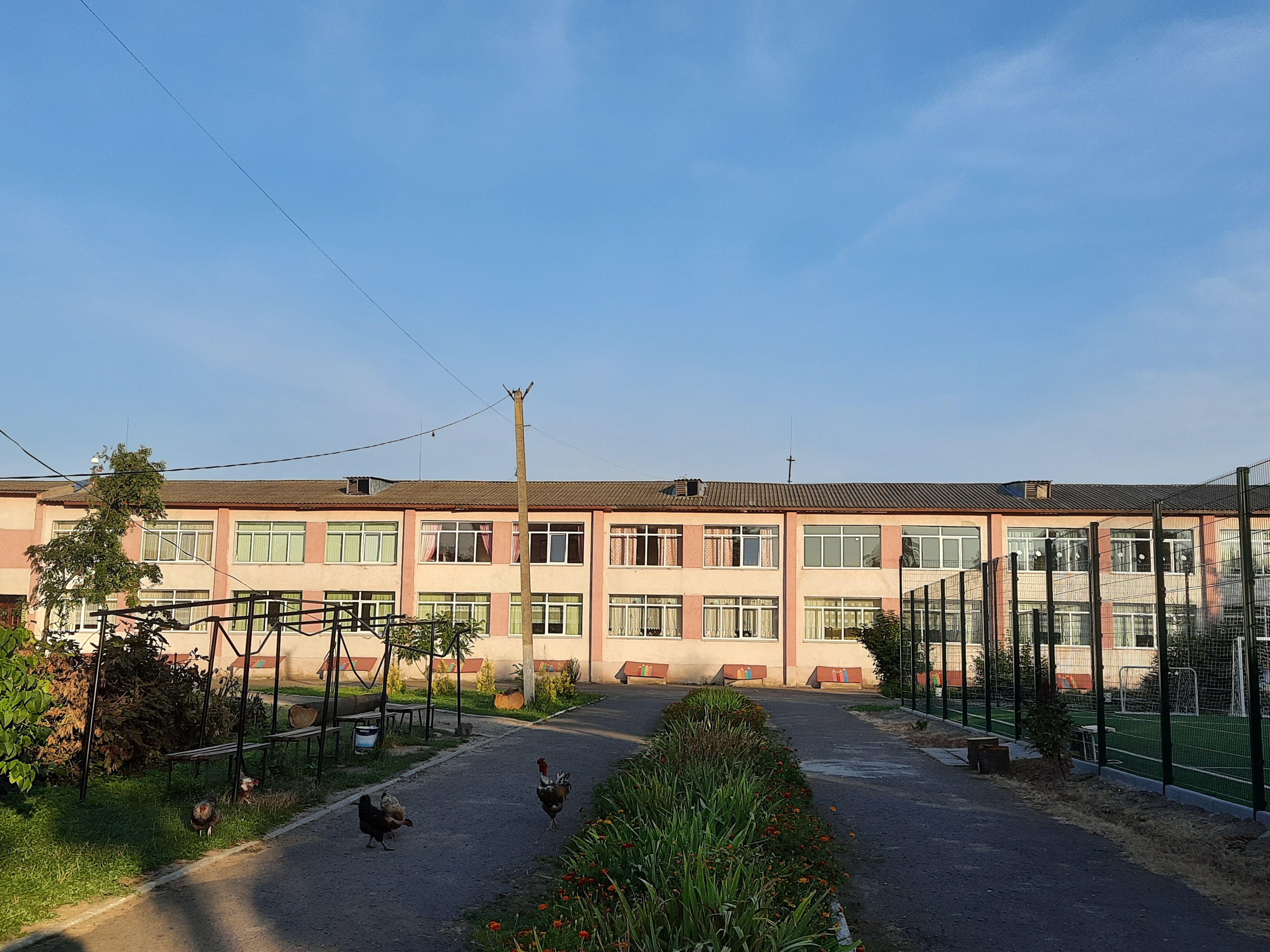
Школа
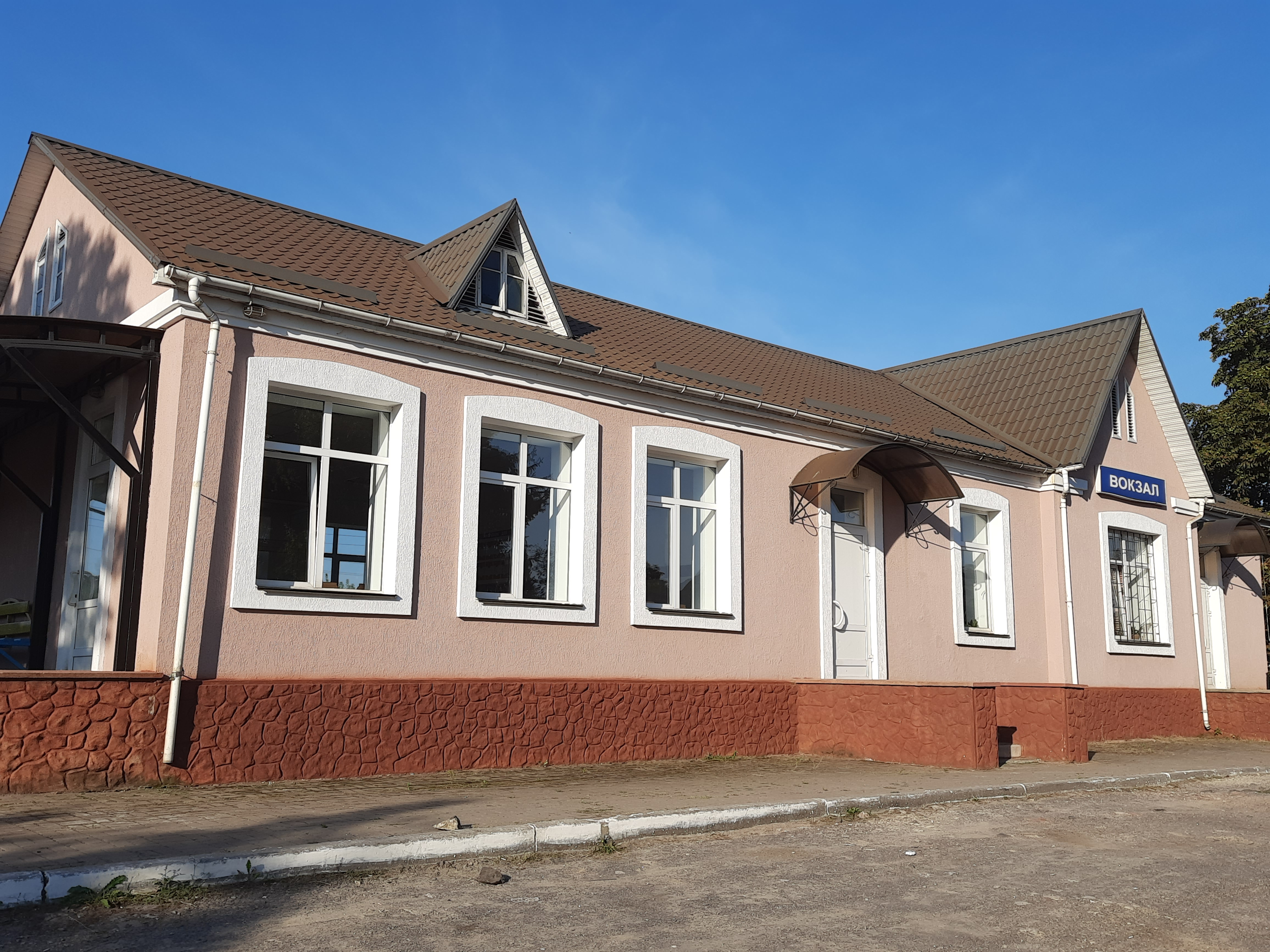
Залізничний вокзал
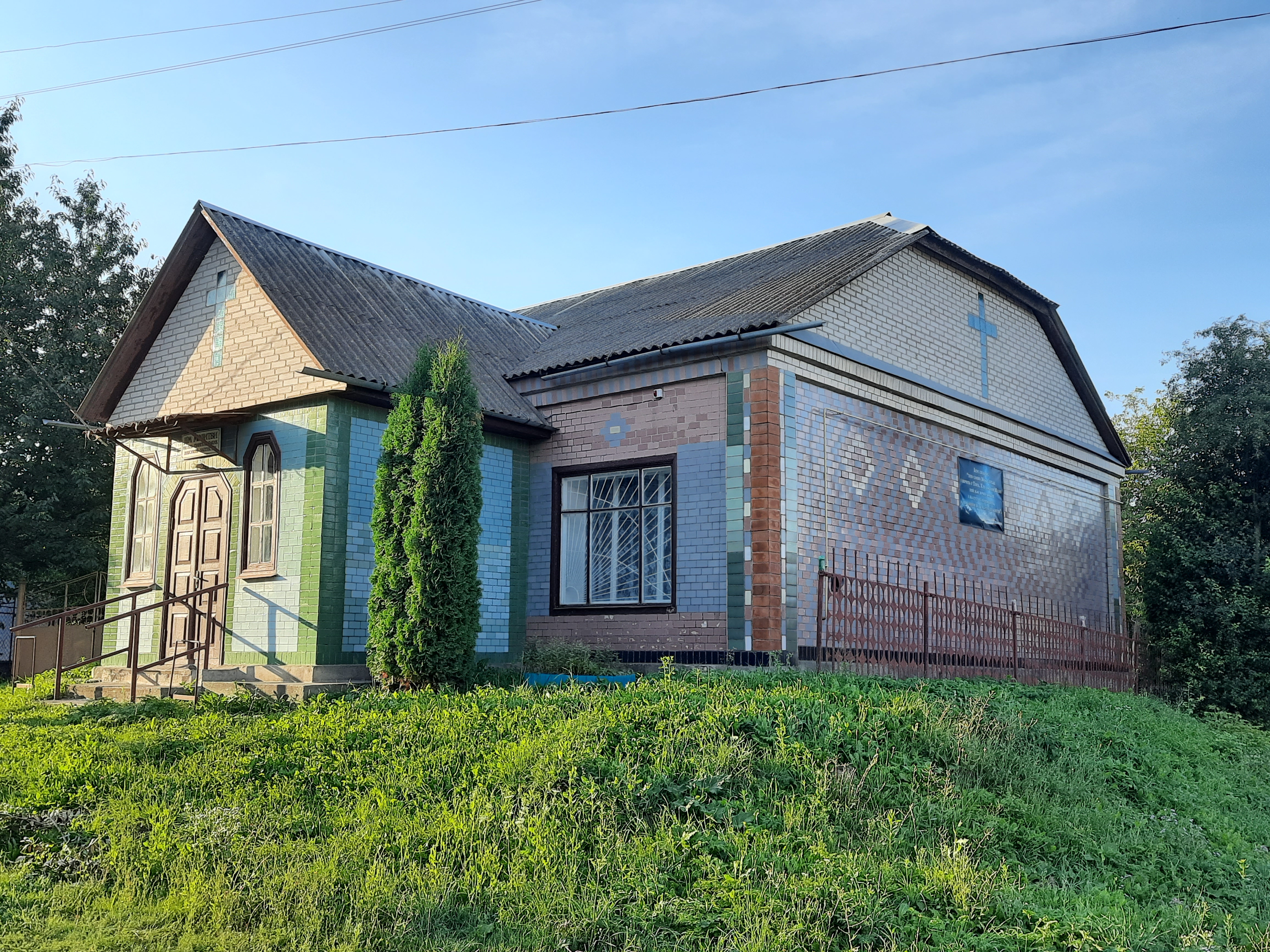
Храм протестантської громади
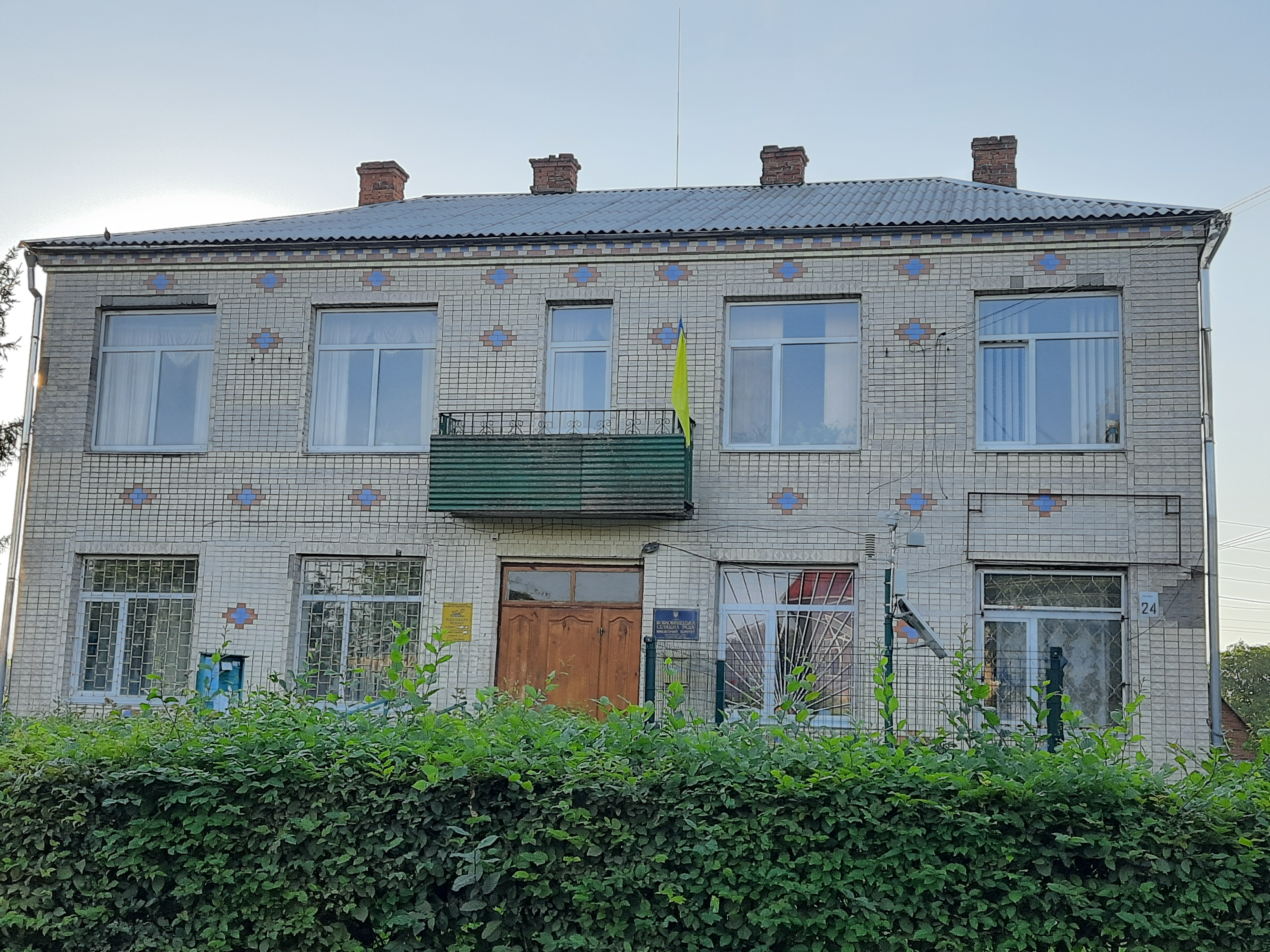
Старостат
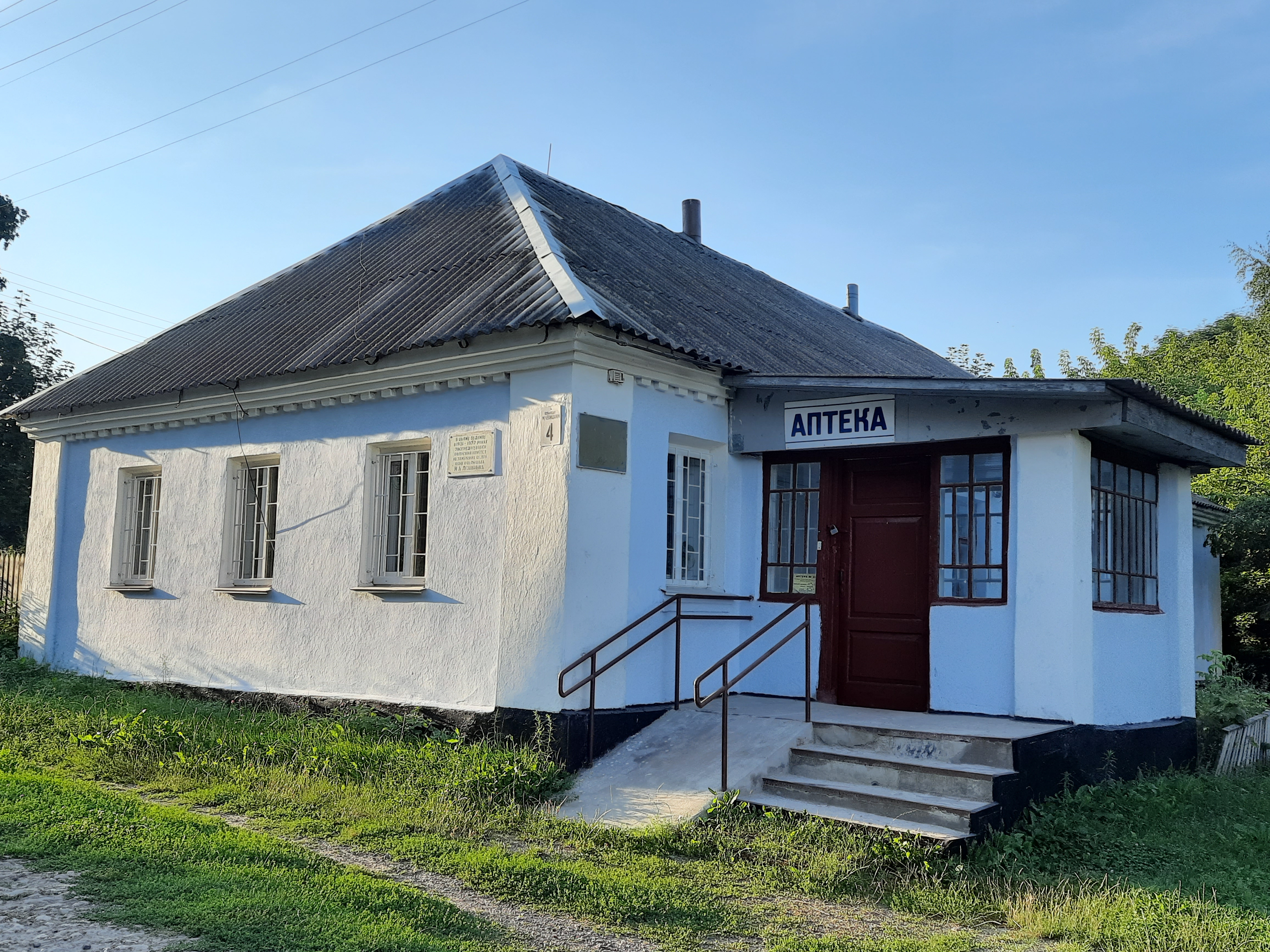
Аптека
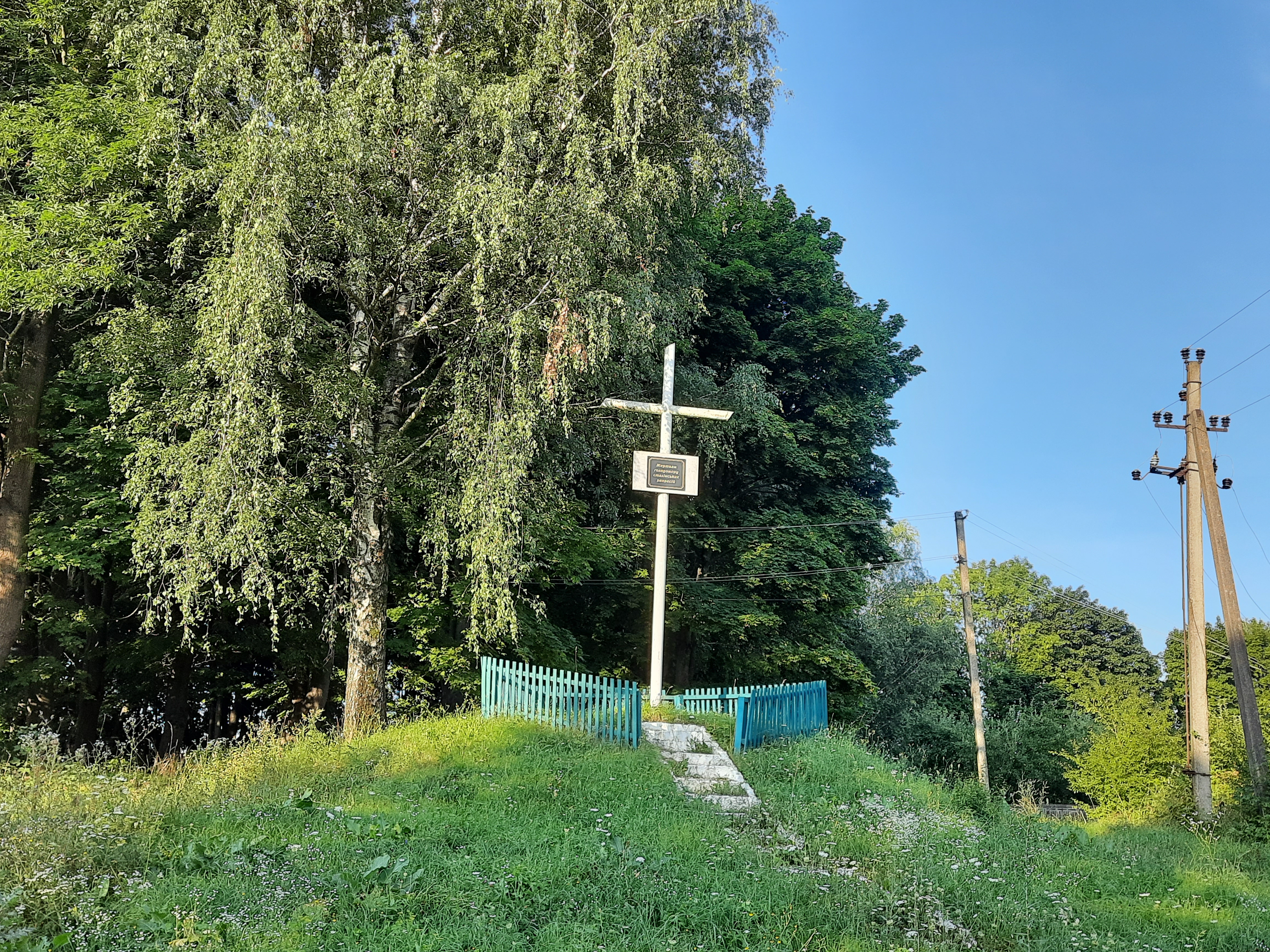
Пам'ятний знак жертвам голодомору